# Ladislau de Nápoles
Ladislau I, dito o Magnânimo, conhecido também como Ladislau d'Anjou-Durazzo e Ladislau de Durazzo (Nápoles, 15 de fevereiro de 1377 - Nápoles, 6 de agosto de 1414) foi um Rei de Nápoles e detentor dos títulos de Rei de Jerusalém, o Rei da Sicília, o Conde de Provença e Forcalquier (1386-1414), e os títulos de Rei da Hungria (1390-1414) e príncipe da Acaia (1386-1396). A partir de 1406 ele também tornou-se príncipe de Taranto. Foi o último descendente masculino do ramo principal da dinastia de Anjou.

## Biografia
Segundo filho de Carlos III de Durazzo e Margarida, tornou-se órfão aos 9 anos de idade, quando Nápoles passou a ser governada por sua mãe, como regente. Este período foi agitado e cheio de turbulências devido à fraqueza de Margarida. Havia a disputa entre os partidários de Ladislau, que defendiam sua dinastia e os partidários da Casa de Anjou da França, incluindo o papa Urbano VI, que nomeara Luis de Anjou o rei de Nápoles. Em meio aos tumultos, Margarida e Ladislau fugiram para a fortaleza Gaeta. Em 1389 o novo papa, Bonifácio IX, um napolitano, reconheceu Ladislau como rei de Nápoles, pois enxergava que dessa forma contribuiria para acelerar o fim do Grande Cisma do Ocidente. Bonifácio se mostrou um grande aliado de Ladislau nos anos futuros.
Em setembro de 1389 casou-se com Costanza, filha do conde de Modica, Manfredi Chiaramonte, um senhor da Sicília. Mas o casamento foi rapidamente anulado. Em 1390 sofreu uma tentativa de envenenamento por parte de um arcebispo de Arles, provavelmente a mando de Luis de Anjou. Ladislau sofreu com algumas sequelas ao longo de sua vida.
Ladislau conseguiu derrotar Luis de Anjou definitivamente em 1399, quando Luis foi expulso de Nápoles. Como era pretendente ao trono húngaro, foi proclamado rei da Hungria em novembro 1401 por sua mãe, em oposição ao rei Sigismundo, e coroado em 5 de agosto de 1403. No entanto o exército de Sigismundo obrigou-o a voltar para Nápoles, embora ele tenha mantido o controle de partes da Dalmácia, que vendeu a Veneza em julho 1409.
Enquanto empreendia algumas campanhas militares em Roma Ladislau ficou doente, tendo que retornar à Nápoles, onde morreu em 6 de agosto de 1414.